# Cris Carter
Graduel Christopher Darin Carter, detto Cris (Troy, 25 novembre 1965), è un ex giocatore di football americano statunitense della National Football League (NFL).
Ha giocato nel ruolo di wide receiver per i Philadelphia Eagles (1987–89), i Minnesota Vikings (1990–2001) e i Miami Dolphins (2002). Carter è stato inserito nella Pro Football Hall of Fame nel 2013.
Dopo aver giocato al college con gli Ohio State University Buckeyes, Carter fu scelto dagli Eagles nel quarto giro del Draft supplementare del 1987. Mentre era a Philadelphia, il capo-allenatore Buddy Ryan contribuì a coniare con Chris Berman di ESPN la famosa frase su Carter "All he does is catch touchdowns" ("Tutto ciò che fa è ricevere touchdown"). Nel 1989 però fu lasciato andare da Ryan a causa di problemi fuori dal campo. Carter firmò coi Vikings in quella che fu la svolta della sua vita e della sua carriera, venendo selezionato due volte per la prima formazione ideale della stagione All-Pro, una volta nella seconda e venendo convocato per 8 Pro Bowl consecutivi. Quando lasciò i Vikings dopo la stagione 2001, Carter deteneva la maggior parte dei record di franchigia su ricezione. Prima del ritiro nel 2002 giocò brevemente anche con i Dolphins.
Dopo il ritiro dalla NFL, Carter lavorò come analista per il programma "Inside the NFL" di HBO, Sunday NFL Countdown e Monday Night Countdown di ESPN e online per Yahoo Sports. Egli lavora anche come assistente allenatore nella St. Thomas Aquinas High School, dove giocò suo figlio come wide receiver. Carter risiede a Boca Raton, Florida. È il fratello dell'ex giocatore e allenatore NBA Butch Carter.

## Carriera professionistica

### Philadelphia Eagles
Scelto nel quarto giro del draft supplementate del 1987 dai Philadelphia Eagles, Carter vide raramente il campo durante la sua stagione da rookie, limitandosi a ricevere 5 passaggi per 84 yard e 2 touchdown. La sua prima ricezione da professionista fu un touchdown da 22 yard contro i St. Louis Cardinals.
Carter fu coinvolto maggiormente nell'attacco degli Eagles nel 1988, ricevendo 39 passaggi per 761 yard e guidando la squadra a pari merito con 6 touchdwon su ricezione segnati. Nel 1989, il giocatore divenne il principale ricevitore della squadra nella red zone, guidando gli Eagles con 11 TD su ricezione (3º nella NFC) ricevendo 45 passaggi per 605 yard.
Poco dopo, Carter ebbe un diverbio con l'allenatore Buddy Ryan e a sorpresa fu tagliato dopo la pre-stagione. Carter in seguito ammise che Ryan lo aveva svincolato a causa dell'abuso di alcool e sostanze stupefacenti, in particolare ecstasy e marijuana, rendendo merito al suo vecchio coach per averlo aiutato a lasciare quel genere di vita.

### Minnesota Vikings
I Minnesota Vikings decisero di dare fiducia al problematico wide receiver firmandolo il 4 settembre 1990. Carter nelle gerarchie della squadra si trovò dietro Hassan Jones e alla stella Anthony Carter (nessuna parentela) e finì per non giocare molto nella sua prima annata a Minnesota. Una delle sue migliori prestazioni giunse nella partita contro la sua ex squadra dove ricevette 6 passaggi per 151 yard, tra cui un TD da 78 yard, in un Monday Night Football a Philadelphia il 15 ottobre. Carter terminò la stagione 1990 con 27 ricezioni per 413 yard e 3 TD.
Nel 1991, Carter divenne il principale ricevitore di Minnesota. Egli guidò la squadra con 72 ricezioni, 962 yard e 5 TD. A Minnesota era in atto un'epoca di cambiamenti: dopo la seconda deludente stagione consecutiva, l'allenatore Jerry Burns si ritirò. L'allenatore di Stanford Dennis Green fu nominato suo sostituto il 10 gennaio 1992 ed iniziò un processo di rinnovamento. Il "nuovo sceriffo in città" svincolò giocatori storici come il running back Herschel Walker e il quarterback Wade Wilson e scambiò il defensive tackle Keith Millard coi Seattle Seahawks.
I Vikings ritornarono competitivi nel 1992, facendo registrare un bilancio di 11–5 e vincendo il primo titolo della NFC Central dal 1989. Con Rich Gannon e Sean Salisbury nel ruolo di quarterback, Carter rimase l'arma principale della squadra nei passaggi, guidandola con 53 ricezioni, 681 yard e 6 TD malgrado l'assenza nelle ultime 4 gare della stagione a causa di una frattura ad un osso del collo. La stagione dei Vikings terminò comunque in modo deludente, sconfitti dai campioni in carica, i Washington Redskins, 24–7 nel turno delle wild card.
Nel 1993, il QB veterano Jim McMahon fu il titolare nel suo ruolo e Carter giocò fino ad allora la miglior stagione della carriera. Stabilì i propri primati stagionali in ricezioni, 86, e yard guadagnate, 1.071, oltre a 9 TD (tutti numeri al primo posto dei Vikings) e fu convocato per il suo primo Pro Bowl. Minnesota terminò la stagione 9–7, sufficiente per qualificarsi ai playoff, ma fu sconfitta 17–10 dai New York Giants nel primo turno.
Il futuro hall of famer Warren Moon fu acquisito nel 1994 per giocare come quarterback titolare ed immediatamente entrò in sintonia con Carter sul campo. Questi stabilì il nuovo record NFL per ricezioni in una singola stagione con 122 (il record fu superato nel 1995 da Herman Moore dei Detroit Lions e ritoccato da Marvin Harrison degli Indianapolis Colts nel 2002). Carter inoltre guidò la squadra con 1.256 yard e 7 TD su ricezione, che gli fecero guadagnare il posto nel First-team All-Pro. Moon e Carter portarono la squadra a un record di 10–6 e alla vittoria della NFC Central, ma non riuscirono ad evitare ai Vikings la terza eliminazione consecutiva nel primo turno dei playoff, quell'anno ad opera di un 35–18 subito in casa dai Chicago Bears.

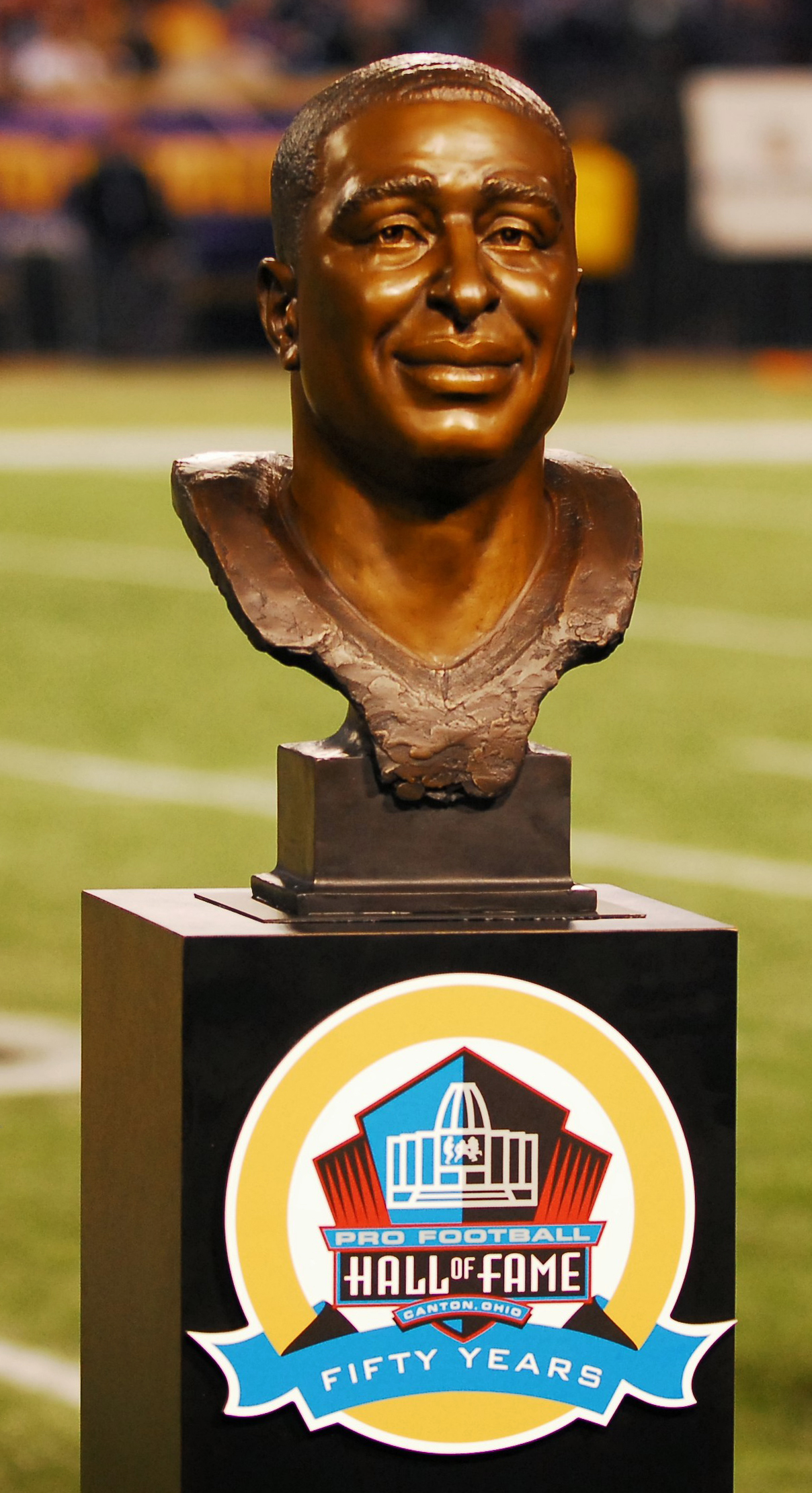
Il busto di Carter, appartenente al museo della Pro Football Hall of Fame, nell'occasione presente al Metrodome il giorno della consegna all'ex receiver dell'anello da Hall of Famer.

Il duo Carter-Moon funzionò anche nel 1995, annata in cui il ricevitore giocò la sua miglior stagione dal punto di vista statistico: ricevette altri 122 passaggi per un record in carriera di 1.371 yard e guidò la NFL con 17 TD su ricezione. Carter fu inserito nel Second-team All Pro grazie a queste cifre. I Vikings, però, terminarono 8–8 e mancarono i playoff per la prima volta sotto la gestione di Green.
A metà della stagione 1996 Brad Johnson prese il posto di QB titolare dei Vikings. Carter rimase prolifico, ricevendo 96 passaggi per 1.163 yard e 10 TD. I Vikings tornarono ai playoffs con un record di 9–7 ma furono subito estromessi dai Dallas Cowboys 40-15 nel turno delle wild card. Il ricevitore fu convocato per il suo quarto Pro Bowl consecutivo.
Carter continuò ad essere il centro focale dell'attacco dei Vikings nel 1997. Convocato per il suo quinto Pro Bowl consecutivo, guidò la NFL con 13 TD su ricezione, con 89 ricezioni per 1.069 yard. Anche se ebbe stagioni migliori dal punto di vista statistico, il 1997 può essere considerato l'anno di massima forma di Carter, il quale settimana dopo settimana stupiva i suoi tifosi con spettacolari ricezioni. Con Randall Cunningham come quarterback (in sostituzione dell'infortunato Johnson alla fine della stagione) i Vikings alla fine riuscirono ad avanzare nei playoff, superando i Giants 23-22 in una rimonta dell'ultimo minuto. La corsa della squadra si arrestò la settimana successiva quando fu battuta dai San Francisco 49ers per 38–22.
Nel 1998, i Vikings scelsero nel draft il wide receiver da Marshall Randy Moss con la 21ª scelta assoluta. Improvvisamente, si ritrovarono a possedere l'arma offensiva più pericolosa della NFL. Essi chiusero la stagione regolare con un trionfale 15-1 segnando l'allora record di punti con 556. Carter, che fu convocato per il sesto Pro Bowl, ricevette 78 passaggi per 1.011 yard e 12 TD. Guidati da Moss, Carter e Randall Cunningham, i Vikings entrarono nei playoff come favoriti per raggiungere il Super Bowl. Sconfissero senza difficoltà gli Arizona Cardinals 41–21 nel Divisional Round, avanzando alla finale della NFC per la prima volta dal 1987. I Vikings iniziarono la gara dati per favoriti 13 punti e mezzo a uno sugli Atlanta Falcons ma persero ai supplementari 30–27, divenendo la più grande favorita di tutti i tempi a perdere una gara di playoff in casa. Carter in seguito affermò che quella sconfitta era l'unico rimpianto della sua permanenza nel Minnesota.

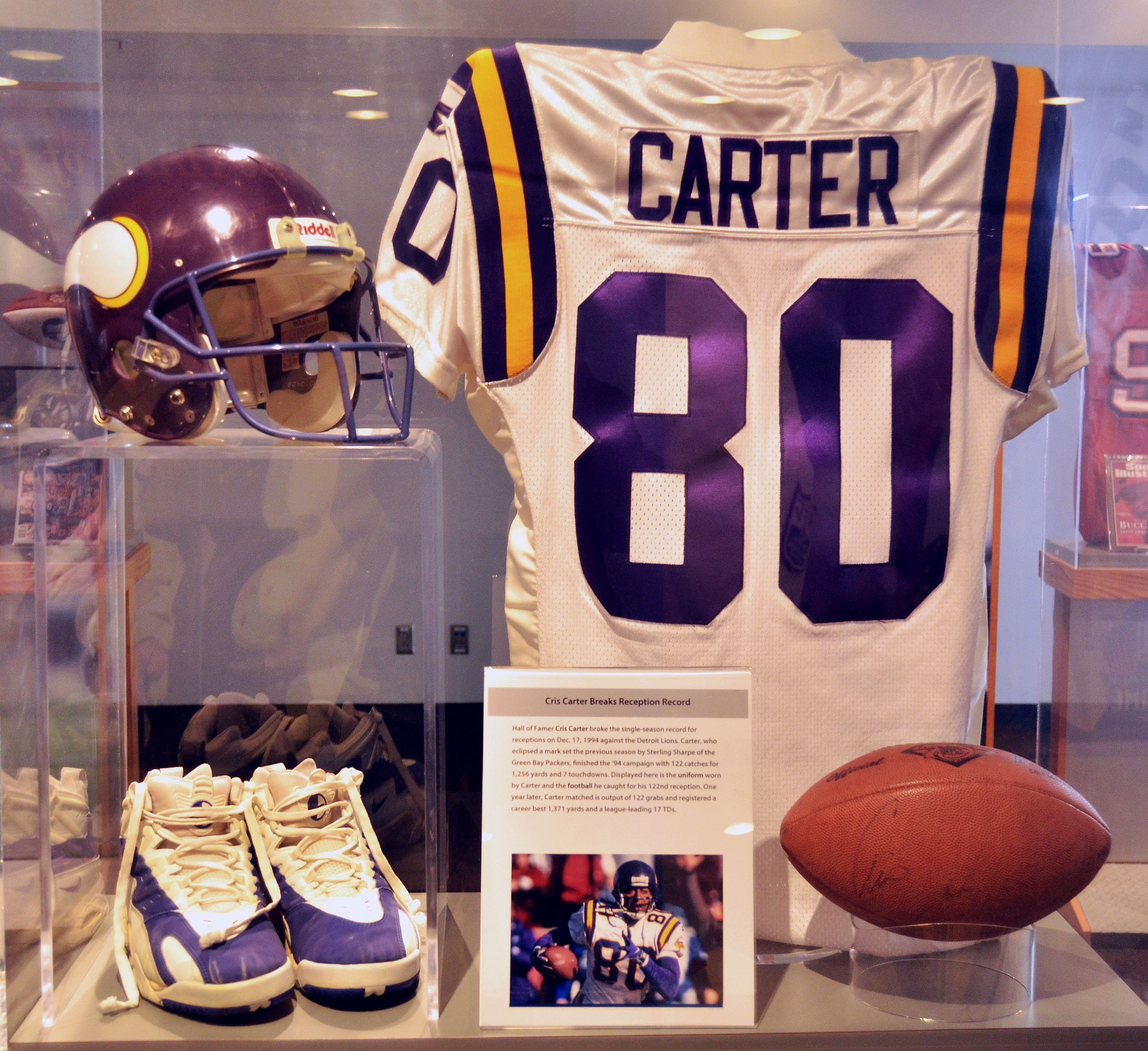
La maglia numero 80 di Carter, qui in mostra alla Pro Football Hall of Fame, è stata ritirata il 14 settembre 2003 durante l'intervallo della gara che vedeva i Vikings opposti ai Bears.

L'anno successivo, Carter ebbe la sua miglior stagione dal punto di vista statistico dal 1995: ricevette 90 passaggi per 1.241 yard, guidando la NFL con 13 TD. I Vikings superarono i Dallas Cowboys 27-10 nel turno delle wild card e si scontrarono con i St. Louis Rams in una sfida che vedeva affrontarsi i due attacchi più esplosivi della lega. Minnesota si trovò in vantaggio sui futuri vincitori del Super Bowl 17–14 alla fine del primo quarto ma i Rams rimontarono e vinsero 49-37. Carter terminò il decennio con 835 ricezioni, secondo solo alle 860 di Jerry Rice, e fu inserito nella formazione ideale della NFL degli anni 1990.
Nel 2000, guidati da Daunte Culpepper, i Vikings vinsero la NFC Central e Carter terminò la stagione con 96 ricezioni, 1.274 yard, 9 TD e il suo ottavo, e ultimo, Pro Bowl consecutivo. Il 30 novembre, divenne solamente il secondo giocatore nella storia della NFL a raggiungere la vetta delle 1.000 ricezioni in carriera, ricevendo un passaggio da touchdown da 4 yard contro Detroit.
Nel 2001, i Vikings scesero a un record di 5–11, la loro prima stagione con un bilancio negativo dal 1990. La produzione di Carter scese al punto più basso dal 1992 (soprattutto a causa dell'assenza del QB Spergon Wynn nelle ultime tre gare) concludendo con 73 passaggi ricevuti, 871 yard, e 6 passaggi da TD e la sua striscia di otto Pro Bowl consecutivi giunse al termine. Al termine della stagione, Carter esercitò una clausola di uscita e chiuse la carriera lontano dal Minnesota.
Cris Carter lasciò i Vikings come loro leader di tutti i tempi, tra le altre cose, in ricezioni con 1.004, im yard ricevute con 12.383 e in touchdown con 110.

### Miami Dolphins
Carter trascorse la primavera del 2002 alla ricerca di una squadra. Anche se ebbe contatti con Rams, Cleveland Browns e Dolphins, non riuscì a raggiungere un accordo, così si unì al programma di HBO "Inside the NFL" come analista il 21 maggio. Rimase in quel ruolo fino al 21 ottobre quando i Miami Dolphins richiamarono il veterano sul campo di gioco per rinforzare il loro reparto di ricevitori tartassato dagli infortuni.
Carter, già residente a Miami, giocò la prima gara da Dolphin come titolare al Lambeau Field nella settimana 9. Carter si mostrò arrugginito, ricevendo solo 3 passaggi per 31 yard e causando un fumble. La settimana successiva, Cris fu ricoverato in ospedale per un problema a un rene e perse le successive quattro partite.
Carter ritornò nella settimana 14 ma faticò a tornare nella rotazione dei ricevitori dei Dolphins. Nella settimana 15, però, ricevette un passaggio da touchdown nella vittoria dei Dolphins sui Raiders 23–17. La settimana successiva contro i Vikings, egli si lasciò sfuggire un pallone chiave che costò a Miami un touchdown. I Dolphins persero quella partita e anche quella contro i Patriots la settimana successiva, mancando i playoff. Alla fine della stagione, Carter si ritirò.

### Eredità
Carter terminò al secondo posto dietro Jerry Rice per ricezioni in carriera (1.101) e touchdown (130) segnati da un ricevitore. Il 28 novembre 2008 Marvin Harrison degli Indianapolis Colts superò Carter per il secondo posto. In seguito, Randy Moss e Terrell Owens lo sorpassarono nei touchdown su ricezione. Cris è uno degli soli otto atleti nella storia della NFL ad avere superato le mille ricezioni in carriera. Carter fu uno dei quindici finalisti per l'induzione nella classe 2008 della Pro Football Hall of Fame ma non fu indotto per la sorpresa di alcuni commentatori. Carter fu nuovamente escluso nel 2009 e nel 2010 con ricevitori come Jerry Rice e Tim Brown che erano eleggibili per la prima volta, malgrado Brown alla fine non ci fosse riuscito. Inoltre, Andre Reed era un altro possibile candidato che diminuì le possibilità di Carter di poter essere scelto nel 2010. Anche nel 2011, malgrado l'assenza di un qualsiasi ricevitore, Carter non fu inserito. Dopo essere nuovamente arrivato in finale nel 2012, Carter fu introdotto nella classe del 2013 al sesto arrivo tra i finalisti. Nella Top 10 di NFL Network dei ricevitori con le migliori mani, Cris fu posto in cima alla lista.

## Record

### Record dei Vikings
- Maggior numero di yard ricevute in carriera: 12.383 (1990-2001)
- Maggior numero di touchdown su ricezione in carriera: 110 (1990-2001)
- Maggior numero di ricezioni in carriera: 1.004 (1990-2001)
- Maggior numero di yard combinate (corse+ricevute) in carriera: 12.407 (1990-2001)
- Maggior numero di stagioni leader in ricezioni: 10 (1991-2000)
- Maggior numero di stagioni consecutive leader in ricezioni: 10 (1991-2000)
- Maggior numero di yard ricevute in una singola stagione: 122 (x2: 1994, 1995)
- Maggior numero di partite consecutive a ricezione: 111 (1991-1998)
- Maggior numero di stagioni con ricezioni da 50 o più yard: 11 (1991-2001)
- Maggior numero di stagioni con 1000 o più yard ricevute: 8 (1993-2000)
- Maggior numero di gare consecutive con 100 o più yard ricevute: 4 (1999) (condiviso)
- Maggior numero di touchdown in una singola stagione: 17 (1995) (condiviso)
- Maggior numero di gare consecutive a touchdown: 7 (1999) (condiviso)

## Palmarès

### Individuale
- Convocazioni al Pro Bowl: 8

1993, 1994, 1995, 1996, 1997, 1998, 1999, 2000
- First-Team All-Pro: 2

1994, 1999
- Second-Team All-Pro: 1

1995
- First-Team All-NFC: 2

1994, 1999
- Second-Team All-NFC: 2

1995, 1996
- Bart Starr Award: 1

1994
- Walter Payton NFL Man of the Year Award: 1

1999
- Premio Byron "Whizzer" White Uomo dell'Anno della NFL: 1

1998
- Ed Block Courage Award: 1

1994
- NFL Alumni Wide Receiver dell'anno: 1

2000
- Leader della NFL in yard ricevute: 1

1994
- Leader della NFL in touchdown su ricezione: 3

1995, 1997, 1999
- Giocatore offensivo della NFC del mese: 1

novembre 1999
- Giocatore offensivo della NFC della settimana: 3

14ª settimana della stagione 1994, 8ª e 12ª settimana della stagione 1999
- Formazione ideale della NFL degli anni 1990
- Pro Football Hall of Fame (Classe del 2013)
- Minnesota Vikings Ring of Honor (Classe del 2003)
- Squadra ideale del 40º anniversario dei Minnesota Vikings
- I 50 più grandi Vikings
- Squadra ideale del Mall of America Field
- Numero 80 ritirato dai Vikings

## Statistiche
Fonte: NFL.com
| Anno | Squadra             | Gare | Gare | Ricezioni | Ricezioni | Ricezioni | Ricezioni | Ricezioni | Corse | Corse | Corse | Corse | Corse | Fumble | Fumble |
| Anno | Squadra             | P    | PT   | Ric       | Yard      | Media     | Max       | TD        | Ten   | Yard  | Media | Max   | TD    | FUM    | Persi  |
| ---- | ------------------- | ---- | ---- | --------- | --------- | --------- | --------- | --------- | ----- | ----- | ----- | ----- | ----- | ------ | ------ |
| 1987 | Philadelphia Eagles | 9    | --   | 5         | 84        | 16,8      | 25        | 2         | --    | --    | --    | --    | --    | --     | --     |
| 1988 | Philadelphia Eagles | 16   | --   | 39        | 761       | 19,51     | 80T       | 6         | 1     | 1     | 1,0   | 1     | 0     | --     | --     |
| 1989 | Philadelphia Eagles | 16   | --   | 45        | 605       | 13,4      | 42        | 11        | 2     | 16    | 8,0   | 11    | 0     | --     | --     |
| 1990 | Minnesota Vikings   | 16   | --   | 27        | 413       | 15,3      | 78T       | 3         | 2     | 6     | 3,0   | 8     | 0     | --     | --     |
| 1991 | Minnesota Vikings   | 16   | 16   | 72        | 962       | 13,4      | 50        | 5         | --    | --    | --    | --    | --    | 1      | 0      |
| 1992 | Minnesota Vikings   | 12   | 12   | 53        | 681       | 12,8      | 44        | 6         | 5     | 15    | 3,0   | 8     | 0     | --     | --     |
| 1993 | Minnesota Vikings   | 16   | 16   | 86        | 1.071     | 12,5      | 58        | 9         | --    | --    | --    | --    | --    | --     | --     |
| 1994 | Minnesota Vikings   | 16   | 16   | 122       | 1.256†    | 10,3      | 65T       | 7         | --    | --    | --    | --    | --    | 4      | 1      |
| 1995 | Minnesota Vikings   | 16   | 16   | 122       | 1.371     | 11,2      | 60T       | 17†       | 1     | 0     | 0,0   | 0     | 0     | --     | --     |
| 1996 | Minnesota Vikings   | 16   | 16   | 96        | 1.163     | 12,1      | 43T       | 10        | --    | --    | --    | --    | --    | 1      | 1      |
| 1997 | Minnesota Vikings   | 16   | 16   | 89        | 1.069     | 12,0      | 43        | 13†       | --    | --    | --    | --    | --    | 3      | 1      |
| 1998 | Minnesota Vikings   | 16   | 16   | 78        | 1.011     | 13,0      | 54T       | 12        | 1     | -1    | -1,0  | -1    | 0     | --     | --     |
| 1999 | Minnesota Vikings   | 16   | 16   | 90        | 1.241     | 13,8      | 68        | 13†       | --    | --    | --    | --    | --    | --     | --     |
| 2000 | Minnesota Vikings   | 16   | 16   | 96        | 1.274     | 13,3      | 53        | 9         | --    | --    | --    | --    | --    | 3      | 1      |
| 2001 | Minnesota Vikings   | 16   | 16   | 73        | 871       | 11,9      | 52        | 6         | 1     | 4     | 4,0   | 4     | 0     | 2      | 2      |
| 2002 | Miami Dolphins      | 5    | 1    | 8         | 66        | 8,3       | 15        | 1         | 5     | --    | --    | --    | --    | 1      | 1      |
|      | Totale              | 234  | 209  | 1.101     | 13.899    | 12,6      | 80        | 130       | 13    | 41    | 3,2   | 11    | 0     | 16     | 8      |

† Leader della lega